# 엔도르핀
엔도르핀(영어: endorphin 또는 endogeneous morphine)은 내인성 모르핀이라는 뜻으로, 뇌와 뇌하수체에서 생성되는 '내생성 아편유사물질'들을 일컫는 용어이다. 이들은 중추신경계의 아편유사수용체(opiate receptor)에 작용하는 신경전달물질로서, 인간 뇌에서는 고통을 완화하는 작용을 한다. Met-엔케팔린(Met-enkephalin), Leu-엔케팔린(Leu-enkephalin), β-엔도르핀(beta-Endorphin), 다이노르핀(Dynorphin) 등이 포함된다. 엔돌핀이라고도 부른다.

## 발견
1975년, 도파민과 유사한 효과를 나타내는 두 종류의 펩타이드가 뇌에서 분리되었다. 이 펩타이드들은 C-말단의 아미노산이 각각 메티오닌과 류신인 것을 제외하고 아미노산 서열이 같았으며 각각 Met-엔케팔린, Leu-엔케팔린이라 불리었다. 이들은 뇌에서 진통에 관여하는 아편유사수용체에 결합할 수 있는 것으로 밝혀졌다.

 후에 발견된 이와 비슷한 아편유사제들을 엔도르핀이라 부르게 되었다.

## 생리적 역할
이러한 뇌생성 아편유사제의 생리학적인 역할에 대해서는 완전히 알려지지 않았다. 엔도르핀은 고통 전달, 호흡, 운동, 뇌하수체 호르몬 분비, 감정에 관련된 뇌의 영역에서 높은 농도로 발견된다. 스트레스를 많이 받게 될수록 혈액과 뇌의 엔도르핀 농도가 높아지고, 동시에 고통을 느끼는 임계점도 상승한다는 실험 결과가 있다.

### 진통 작용
엔도르핀의 기능 중 가장 잘 알려진 기능이다. 작은 엔케팔린 함유 뉴런(small enkephalin-containing neurons)이 고통 정보를 척수로 전달하는 말단 감각신경에 영향을 주어 고통을 느끼지 못하게 한다.
감각을 전달하는 일차구심뉴런(primary afferent neuron)은 P물질을 포함하고 있는데, 이는 배근신경절의 고통감각섬유(sensory pain fiber) 에 위치한다. 배근에서 P물질이 분비되면 고통감각단위의 반응을 활성화시켜 고통을 느끼게 된다. 엔도르핀의 일종인 Met-엔케팔린은 고통감각섬유의 P물질 분비를 저해한다. 엔도르핀의 이러한 효과는 모르핀 길항물질인 날록손(naloxone)에 의해 저해된다.

### 부신 호르몬으로서의 엔도르핀
많은 경우에, 스트레스는 날록손에 의해 저해되는 진통 작용을 유도한다. 포유동물의 부신 크롬친화조직(Chromaffin tissue, 크롬친화세포 참고)에는 다량의 엔케팔린 함유 펩타이드가 존재한다. 스트레스로 인해 부신이 자극되면, 크롬친화성 과립에 저장되어 있던 엔케팔린 함유 펩타이드가 카테콜아민과 함께 분비된다. 쥐의 부신의 신경을 제거하면 프로엔케팔린의 분해로 생성된 엔케팔린과 엔케팔린 함유 폴리펩타이드의 양이 늘어나는 것을 확인할 수 있다. 생명을 위협하는 스트레스 상황에서 부신 엔케팔린이 고통 완화에 기여하는 것으로 시사되었다.

### 뇌하수체 호르몬 분비 조절
엔도르핀과 같은 아편유사제가 뇌하수체 호르몬 분비를 조절하는 역할을 한다는 증거가 있다.
 예를 들어, 돼지꼬리원숭이의 뇌하수체 혈액에는 말초 혈장의 100배에 달하는 농도의 β-엔도르핀이 존재한다. 정맥을 통해 아편유사단백질을 주사하면 프로락틴, 성장호르몬, 항바이러스성 단백질, 멜라닌세포자극호르몬이 분비되며, 여포자극호르몬과 황체형성호르몬의 분비가 저해된다. 이 효과는 역시 날록손에 의해 저해된다. 아편유사단백질과 그 길항물질은 분리된 뇌하수체에 아무런 작용을 하지 않는데, 이는 그 효과들이 시상하부를 통해 조절되는 것을 의미한다. 엔도르핀은 도파민과 노르아드레날린의 분비를 저해함으로써 뇌하수체 호르몬 분비를 조절한다.

### 생식생리적 역할
Met-엔케팔린의 합성유사체는 성숙한 수컷 쥐의 생식행동을 저해하며, 이 효과는 날록손에 의해 저해된다. 날록손은 성적으로 미숙한 수컷 쥐의 생식행동을 유도한다. 이는 엔도르핀이 생식 행동의 조절에 중요한 역할을 한다는 것을 의미한다.

## 작용 기구
엔도르핀은 중앙신경계의 다양한 뉴런들의 시냅스전 억제를 통해 흥분성을 조절한다. 엔도르핀은 몇몇 신경섬유의 시냅스전 뉴런에 존재하는 아편유사수용체에 작용하며, 도파민과 다른 신경전달물질의 분비를 억제한다. 아편유사수용체는 δ, κ, μ의 세 종류로 나뉘는데, 수용체의 종류에 따라서 다른 생리학적 기능을 가진다. μ 수용체는 진통 작용을 조절하고, δ 수용체는 감정적인 행동을 조절한다. μ와 δ 수용체는 각각 Met-엔케팔린과 Leu-엔케팔린에 의해 조절된다. κ 수용체는 또다른 엔도르핀인 다이노르핀(dynorphin)에 의해 조절된다.

## 관련 현상
다음 작용들이 엔도르핀과 관련이 있다고 알려져 있다.

### 침술 진통
특정 부위에 침을 놓는 시술로 인해 다이노르핀, 엔케팔린, β-엔도르핀 등의 엔도르핀이 분비되어 진통 작용이 일어날 수 있다.

### 러너스 하이
장거리 달리기 등의 장시간의 운동으로 인해 엔도르핀이 분비되어 기분의 변화가 일어날 수 있다.

### 플라시보 효과
플라시보 효과가 엔도르핀과 관련이 있다.

## 자가중독이론
베타 엔돌핀의 보상시스템을 사용하는 섭식장애의 연구에서 자가중독이론(auto-addictive model)이 언급된 바 있다.

## 같이 보기
- 오피오이드 펩타이드